# Rio Peixoto de Azevedo
O Rio Peixoto de Azevedo é um rio localizado na cidade de Peixoto de Azevedo, no estado de Mato Grosso. O nome do rio é uma homenagem ao tenente Antônio Peixoto de Azevedo que no ano de 1819 desceu o rio Teles Pires a fim de buscar por alternativas de rotas.
É o mais importante afluente do Rio teles Pires. Como seus afluentes, tem os rios Cristalino e Araguaia. É formador da Bacia do Rio Xingu, onde deságua.